# Gagliole
Gagliole település Olaszországban, Marche régióban, Macerata megyében. Lakosainak száma 508 fő (2023. január 1.). Gagliole Matelica, San Severino Marche és Castelraimondo községekkel határos.

## Népesség
A település lakossága az elmúlt években az alábbi módon változott:
| Lakosok száma | 627  | 597  | 508  |
|               | 2017 | 2018 | 2023 |